# 东40街10号
东40街10号（英語：10 East 40th Street）或商业大厦（Mercantile Building）是美國纽约市的一座摩天大廈，介于第五大道和麦迪逊大道之间，占据了自39街到40街整个街区。大楼于1929年完工，被认为是装饰风艺术建筑。在其建成之时，它是世界上第四高的建筑。
大楼高620英尺（189），共48层，有350,000平方英尺（33,000平方）的面积供办公或混合使用。2002年9月，大楼大厅翻修，翻新了15英尺（4.6）高的天花板。